# Открытый чемпионат Эквадора по теннису
Открытый чемпионат Эквадора по теннису (англ. Ecuador Open Quito) — мужской международный профессиональный теннисный турнир, проходящий в Кито (Эквадор) на открытых грунтовых кортах в феврале. Турнир относится к категории ATP 250 с призовым фондом в размере около 560 тысяч долларов и турнирной сеткой, рассчитанной на 28 участников в одиночном разряде и 16 пар.

## Общая информация
В серии Гран-при турнир в Киото появился в 1979 году и проводился в ноябре вплоть до 1982 года. Турнир в Эквадоре вновь появился в календаре Мирового тура ATP в 2015 году и стал проводиться на следующей неделе после завершения Открытого чемпионата Австралии. Соревнование заменило в календаре Открытый чемпионат Чили.
Победители и финалисты
Розыгрыш 2015 года завершился победой доминиканского теннисиста Виктора Эстрельи в одиночном и Геро Кречмера / Александра Сачко в парном разряде. Эстрелья смог выиграть ещё дважды в 2016 и 2017 годах, став пока единственным теннисистом, который выиграл трофей более двух раз. В парном разряде в 20 веке дважды побеждали три теннисиста: Андрес Гомес, Ганс Гильдемайстер и Хайме Фильоль.

## Финалы турниров
| Год  | Победитель                 | Финалист        | Счёт              |
| ---- | -------------------------- | --------------- | ----------------- |
| 2018 | Роберто Карбальес Баэна    | Альберт Рамос   | 6-3 4-6 6-4       |
| 2017 | Виктор Эстрелья Бургос (3) | Паоло Лоренци   | 6-7(2) 7-5 7-6(6) |
| 2016 | Виктор Эстрелья Бургос (2) | Томас Беллуччи  | 4-6 7-6(5) 6-2    |
| 2015 | Виктор Эстрелья Бургос     | Фелисиано Лопес | 6-2 6-7(5) 7-6(5) |
| 1982 | Андрес Гомес               | Лоис Курто      | 6-3 6-4           |
| 1981 | Эдди Диббс                 | Дэвид Картер    | 3-6 6-0 7-5       |
| 1980 | Хосе Луис Клерк            | Виктор Печчи    | 6-4 1-6 10-8      |
| 1979 | Виктор Печчи               | Хосе Игерас     | 2-6 6-4 6-2       |

| Год  | Победители                              | Финалисты                         | Счёт            |
| ---- | --------------------------------------- | --------------------------------- | --------------- |
| 2018 | Ханс Подлипник Николас Ярри             | Остин Крайчек Джексон Уитроу      | 7-6(6) 6-3      |
| 2017 | Филипп Освальд Джеймс Серретани         | Хулио Перальта Орасио Себальос    | 6-3 2-1 — отказ |
| 2016 | Гильермо Дуран Пабло Карреньо Буста     | Томас Беллуччи Марсело Демолинер  | 7-5 6-4         |
| 2015 | Геро Кречмер Александр Сачко            | Жуан Соуза Виктор Эстрелья Бургос | 7-5 7-6(3)      |
| 1982 | Педро Ребольедо Хайме Фильоль (2)       | Иган Адамс Рокки Ройер            | 6-2 6-3         |
| 1981 | Ганс Гильдемайстер (2) Андрес Гомес (2) | Рикардо Икаса Дэвид Картер        | 7-5 6-3         |
| 1980 | Ганс Гильдемайстер Андрес Гомес         | Хосе Луис Клерк Белус Пражу       | 6-3 1-6 6-4     |
| 1979 | Альваро Фильоль Хайме Фильоль           | Хайро Веласко Иван Молина         | 6-7 6-3 6-1     |